# Cephalispa leptosoma
Cephalispa leptosoma är en tvåvingeart som först beskrevs av Camillo Rondani 1875.  Cephalispa leptosoma ingår i släktet Cephalispa och familjen husflugor. Inga underarter finns listade i Catalogue of Life.